# Panchir (rivière)
Pour les articles homonymes, voir Panchir (homonymie).
Le Panchir (ou Pandjchir) est une rivière d'Afghanistan qui coule dans les provinces de Panchir, de Parwân, de Kâpîssâ et de Kaboul. C'est un important affluent du Kaboul, en rive gauche.

## Géographie
Le Panchir naît au nord-est de la province de Panchir, c'est-à-dire aux confins sud-est de la province de Badakhchan, plus précisément à l'est de la passe de Khawak (qui permet de franchir la chaîne de l'Hindou Kouch en direction de Kunduz par la province de Baghlan et la vallée de l'Anderab) et au sud du col d'Anjuman qui unit la vallée du Panchir et la haute vallée de la Kokcha au Badakhchan.
Le cours supérieur du Panchir présente une orientation générale allant du nord-est vers le sud-ouest. C'est un long corridor longé des deux côtés par les glaces éternelles. La rivière y est bien alimentée par de nombreux affluents nourris de la fonte des neiges et de celle des glaciers. Arrivé aux abords de la ville de Charikar, le Panchir change de direction, adoptant d'abord une orientation vers l'est, puis vers le sud. Il conflue avec le Kaboul en rive gauche, dans le lac de retenue de Sarobi, un peu en amont de la ville de Saroubi (ou Sairobi), à une quarantaine de kilomètres à l'est de Kaboul.
Le bassin versant du Panchir correspond approximativement à l'entièreté des provinces de Panchir, de Kâpîssâ et de Parwân, plus la moitié nord de celle de Kaboul.

## Affluents
- Le Ghorband qui coule du sud-ouest vers le nord-est en province de Parwân, et conflue en rive droite à 10 kilomètres à l'est de Charikar. Le Ghorband est lui-même alimenté par deux affluents notables :
  - en rive droite par le Turkman.
  - en rive gauche par le Salang, dont la vallée est une importante voie d'accès vers le col et le tunnel de Salang, et donc la moitié nord du pays. Il conflue avec le Ghorband au niveau de la localité de Jabelusaraï.
- Le Chakar venu du nord de la région de Kaboul conflue également en rive droite.

## Alimentation
Le Panchir reçoit avant tout les eaux de fonte des neiges du versant méridional de l'Hindou-Kouch, entre les cols d'Anjuman (à l'est) et de Shibar (à l'ouest).